# Apanteles raesus
Apanteles raesus är en stekelart som beskrevs av Nixon 1965. Apanteles raesus ingår i släktet Apanteles och familjen bracksteklar. Inga underarter finns listade i Catalogue of Life.